# Mangora kuntur
Mangora kuntur là một loài nhện trong họ Araneidae.
Loài này thuộc chi Mangora. Mangora kuntur được Herbert Walter Levi miêu tả năm 2007.